# ینگلینگاتال

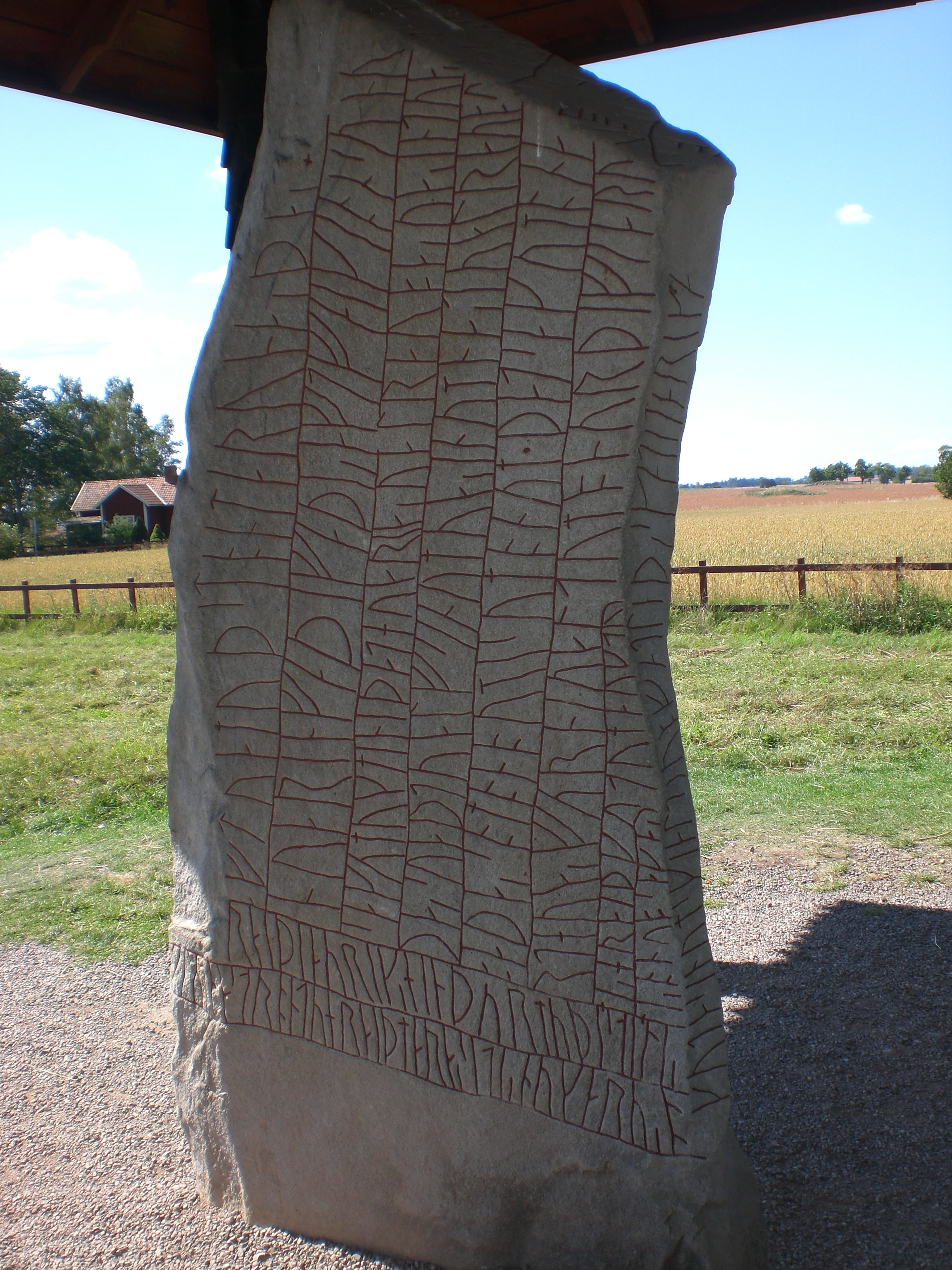
سنگ رونی روک، سنگی که ممکن است الهام بخش باردی باشد که ینگلینگاتال را نوشته است

ینگلینگاتال (Ynglingatal) یک حماسه وایکینگ‌ها دربارهٔ خاندان یِنگلینگه‌ها، اولین خاندان سلطنتی اسکاندیناوی، از آغاز سالشمار تا قرن نهم میلادی است.
این حماسه، که احتمالاً مربوط به قرن نهم است، داستانی حماسی به صورت شعر است که بخشی از آن اسطوره‌ای و بخشی تاریخی است. این حماسه به یک اسکالد نروژی قرن نهمی به نام Þjóðólfr (تیودولف) از هوینیر، شاعر دربار رُگنوالدر هِیدوم هِرا (رگنوالد کوه بلند) نسبت داده می‌شود. این رگنوالد پادشاه وِستفُلد (منطقه‌ای در امتداد اسلوفیورد در نروژ) و پسر عموی هارالد یکم، اولین پادشاهی که تمام نروژ را تحت حکومت خود متحد کرد، بود. این حماسه، تبارنامه پادشاهان را از فیولنیر، اولین پادشاه یِنگلینگه، تا رگنوالد شرح می‌دهد. برای تقویت مشروعیت خود به عنوان پادشاه، رگنوالد احتمالاً به اسکالد دستور داده است که تاریخچه‌ای بنویسد که در آن او را به عنوان از نسل خاندان سلطنتی یِنگلینگه سوئد و در نتیجه از نسل خدایان نورس معرفی کند.
متن اصلی یِنگلینگاتال دیگر موجود نیست. با این حال، این حماسه در دو نسخه جداگانه، در تاریخچه نروژی لاتین قرن دوازدهم و در هایمس‌کرینگلا (حماسه یِنگلینگه‌ها) به زبان نورس باستان قرن سیزدهم، باقی مانده است. این دو نسخه تا حد زیادی با هم مطابقت دارند.
طبق این حماسه، پادشاهان سوئد و نروژ از نسل خدایان نورس هستند. این حماسه روایت می‌کند که چگونه خدایان اودین و فریر خانندان یِنگلینگه‌ها («فرزندان فریا») را در اوپسالا در سوئد تأسیس کردند. بر اساس یِنگلینگاتال، اولین پادشاه یِنگلینگه سوئد، فیولنیر، پسر فریر و غول زن گِرد بود و اولین نفر از خاندان خود بود که خدا نبود. فیولنیر احتمالاً در جایی بین قرن اول پیش از میلاد و قرن اول میلادی زندگی می‌کرده است.
در قرن بیستم، اصالت یِنگلینگاتال مورد تردید قرار گرفت. به گفته برخی از مورخان، مانند کراگ (۱۹۹۱)، این حماسه نه از قرن نهم بلکه از قرن دوازدهم است و نه یک اثر اسطوره‌ای-تاریخی، بلکه یک داستان کاملاً تخیلی است که به عنوان وسیله‌ای برای تبلیغات برای پادشاهان قرون وسطایی نروژ در نظر گرفته شده است. کراگ تأثیرات واضح فلسفه یونانی (و در نتیجه مسیحیت قرون وسطایی) را در متن یافت. به عنوان مثال، مرگ هر یک از چهار پادشاه اول یِنگلینگه با یکی از چهار عنصر (خاک، آب، هوا و آتش) امپدوکلس مرتبط است. با این حال، تحقیقات زبان‌شناسی تأیید کرد که یِنگلینگاتال مربوط به قرن نهم یا اوایل قرن دهم است و نمی‌تواند بعداً به سبک آن دوره نوشته شده باشد. علاوه بر این، سنت‌هایی که در متن شرح داده شده‌اند، به‌طور غیرقابل انکاری ریشه سوئدی باستانی دارند و نه ریشه قرون وسطایی نروژی.